# جون جيبسون (لاعب كرة قدم)
جون جيبسون (بالإنجليزية: John Gibson)‏ (20 أبريل 1967 في المملكة المتحدة - ) هو لاعب كرة قدم بريطاني في مركز الوسط.

## وصلات خارجية
- جون جيبسون على موقع قاعدة بيانات كرة القدم.إي يو (الإنجليزية)
- جون جيبسون على موقع Soccerbase.com (لاعب) (الإنجليزية)